# Sinterklaasprogramma

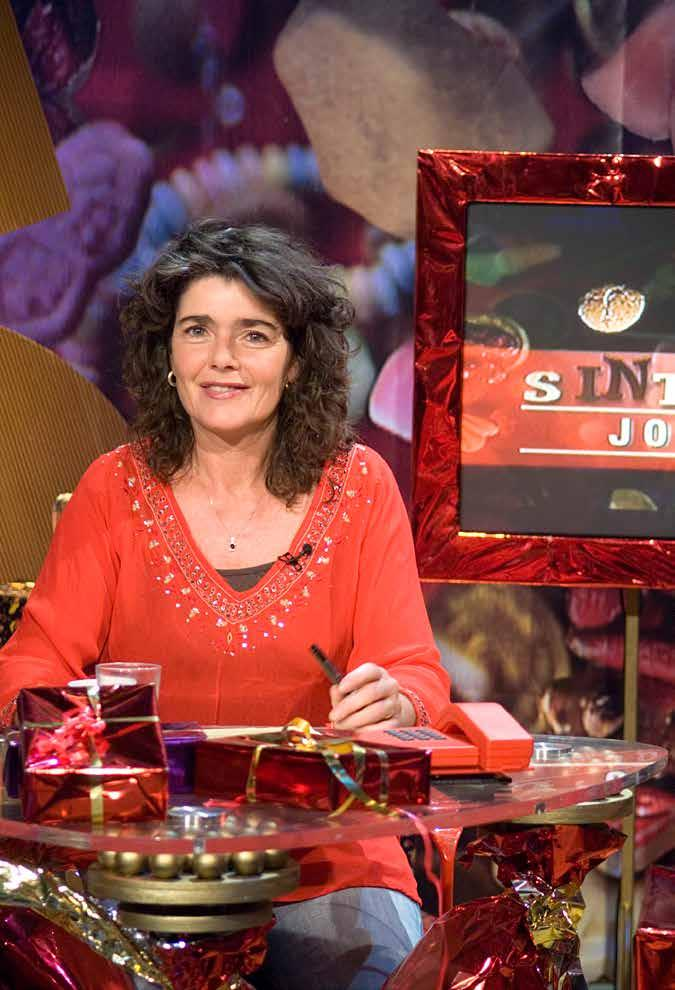
Sinterklaasjournaal Dieuwertje Blok

Een sinterklaasprogramma is een televisieprogramma dat zich afspeelt in de sinterklaastijd, de dagen rondom het sinterklaasfeest. Er zijn vanaf de 20e eeuw talloze televisieprogramma's rondom Sinterklaas en het sinterklaasfeest gemaakt. Tot de bekendste Nederlandse sinterklaasprogramma's behoren sinds eind 20e eeuw het Sinterklaasjournaal en De Club van Sinterklaas.
Het Sinterklaasjournaal, uitgezonden sinds 2001, is een soort van kinderjournaal waarin allerhande zogenaamd plaatsgevonden gebeurtenissen omtrent Sinterklaas worden uitgezonden, plus kort nieuws en een weervoorspelling. Het wordt uitgezonden bij NPO Zapp op NPO 3.
De Club van Sinterklaas was sinds 1999 een dagelijkse soapserie rondom Sinterklaas en de Zwarte Pieten. De jaarlijkse theatershow Het Feest van Sinterklaas sloot aan op deze serie, die datzelfde jaar (1999) bij RTL 4 begon. De Club en Het Feest werden sinds 2000 pas samen uitgezonden op Fox Kids, vanaf 2005 Jetix en in 2009 zond RTL 4 de televisieserie uit. Het Feest van Sinterklaas ging datzelfde jaar (2009) naar SBS6 en werd tevens voor het laatst georganiseerd. Weer datzelfde jaar kwam RTL 4 met een concurrerend theatraal popconcert rondom de sinterklaassoap, genaamd Het Club van Sinterklaas Feest, maar viel voor de jeugdserie zelf het doek. In 2012 kwam er een vervolgende doorstart in de bioscoop, en Het Club van Sinterklaas Feest werd sinds 2009 een jaarlijkse traditie. Nog ieder jaar komt er een film van De Club van Sinterklaas uit in de bioscoop.
Van 2010 tot en met 2017 presenteert Paul de Leeuw zijn sinterklaasprogramma genaamd Sint & De Leeuw.
Sinds 1993-1994 wordt in Vlaanderen het programma Dag Sinterklaas uitgezonden. Deze reeks eindigt op 5 december met de laatste aflevering waarin de sint vertrekt om het snoep en speelgoed langs huizen te brengen en daarna terug reist naar Spanje. De acteur Jan Decleir speelt hierin de hoofdrol.

## Vertolkingen
Lange tijd was er op de Nederlandse televisie een standaardgroepje dat verscheen in (bijna) alle sinterklaasprogramma's: Sint Bram van der Vlugt, Hoofdpiet en Wegwijspiet. Eind jaren negentig begonnen steeds meer zenders sinterklaasprogramma's die, naast de standaardcast, ook andere karakters prominent in het verhaal betrokken. Gevolg is dat het standaardgroepje steeds minder te zien was.
Bij de publieke omroep is nog steeds één televisiesint. Vanaf 2011 nam Stefan de Walle deze rol over van Bram van der Vlugt. Bij het tv-programma PAU!L van Paul de Leeuw verscheen toch nog Van der Vlugt. Later werd dit Hans Kesting.
Jan Gajentaan was vanaf 1950 de Amsterdamse sinterklaas en tevens de eerste "nationale" televisiesinterklaas. In 1960 werd zijn rol overgenomen door Dick van Bommel (de landelijke intocht op televisie was dat jaar die van Rotterdam), maar de twee opvolgende jaren zou Gajentaan weer Sinterklaas zijn. In 1963 werd zijn rol (in Amsterdam) overgenomen door Gerard de Klerk. Vanaf 1964 was de landelijke intocht op tv elk jaar in een andere plaats, en werd Adrie van Oorschot de landelijke sinterklaas.

### Nederland
| Rol              | Acteur                   | Periode (jaren)               | Bekend van onder andere |
| ---------------- | ------------------------ | ----------------------------- | --- |
| Sinterklaas      | Jan Gajentaan            | 1952-1959 en 1961-1963        | Landelijke intocht, Intocht in Amsterdam |
|                  | Dick van Bommel          | 1960                          | Landelijke intocht, Intocht in Rotterdam |
|                  | Gerard de Klerk          | 1964                          | Landelijke intocht, Intocht in Amsterdam |
|                  | Adrie van Oorschot       | 1965-1985                     | Landelijke intocht / 1968 Het zoekgeraakte boek / 1970 De witte Piet / 1971 Een huis in een schoen / 1972 Het jaar van Zwarte Piet / 1973 De droom van Sinterklaas / 1977 Sinterklaas is jarig / 1978 Mikke makke marsepein / 1979 Het boek van Jaap                                                                                                  |
|                  | Bram van der Vlugt       | 1986- 2011 • 2014 • 2017-2020 | Landelijke intocht (1986-2010) / Diverse films, series, gastoptredens en reclames (1986-heden) / Sinterklaas in Sesamstraat / De Club van Sinterklaas (1999, 2001-2007, 2009) / Het Feest van Sinterklaas (1999-2007) / Sinterklaasjournaal (2001-2010) / Sint & De Leeuw (2010-2011) / Bennie Stout (2011)                                           |
|                  | Stefan de Walle          | 2011-heden                    | Landelijke intocht / Sinterklaasjournaal / Sinterklaas in Sesamstraat |
|                  | Fred Butter              | 2000, 2008                    | Het Grote Sinterklaasverhaal / De Club van Sinterklaas / Het Feest van Sinterklaas |
|                  | Fred van der Hilst       | 2006, 2009-heden              | Sinterklaas & Pakjesboot 13 / Slot Marsepeinstein / Welkom Sinterklaas |
|                  | Robert-Jan Wik           | 2004-2008                     | Sinterklaas en het Geheim van de Robijn / Sinterklaas en het Uur van de Waarheid / Sinterklaas en het Geheim van het Grote Boek |
|                  | Wim Rijken               | 2009-heden                    | Sinterklaas en de Verdwenen Pakjesboot / Sinterklaas en het Pakjes Mysterie / Sinterklaas en het Raadsel van 5 December / Sinterklaas en de Pepernoten Chaos |
|                  | Robert ten Brink         | 2010-2012                     | Het Club van Sinterklaas Feest |
|                  | Peter Faber              | 2012                          | Sint & Diego: De Magische Bron van Myra |
|                  | Wilbert Gieske           | 2012-heden                    | De Club van Sinterklaas & Het Geheim van de Speelgoeddokter / De Club van Sinterklaas & de Pietenschool |
|                  | Hans Kesting             | 2012-heden                    | in het televisieprogramma van Paul de Leeuw genaamd Sint & De Leeuw |
| Hoofdpiet        | Piet Römer               | 1968-1983                     | Landelijke intocht |
|                  | Frits Lambrechts         | 1984-1993                     | Landelijke intocht / Sinterklaas in Sesamstraat |
|                  | Erik de Vogel            | 1994-1997                     | Landelijke intocht / Telekids / Sinterklaas in Sesamstraat |
|                  | Don van Dijke            | 1998                          | Hallo, met Sinterklaas |
|                  | Erik van Muiswinkel      | 1998-2015                     | Landelijke intocht / Sinterklaasjournaal / Het Feest van Sinterklaas / De Club van Sinterklaas / Sinterklaas in Sesamstraat |
|                  | Harry Piekema            | 2017                          | Landelijke intocht / Sinterklaasjournaal |
| Wegwijspiet      | Michiel Kerbosch         | 1981-2006                     | Landelijke intocht / Diverse films, series en gastoptredens (1981-2006) / Sinterklaasjournaal / De Club van Sinterklaas / Het Feest van Sinterklaas / Telekids / Sinterklaas & Pakjesboot 13 / Sinterklaas in Sesamstraat |
| Coole Piet Diego | Harold Verwoert          | 2001-heden                    | De Club van Sinterklaas / Het Feest van Sinterklaas / Het Club van Sinterklaas Feest / Sinterklaas en het Geheim van het Grote Boek / Sinterklaas en de Verdwenen Pakjesboot / Sinterklaas en het Pakjes Mysterie / Sinterklaas en het Raadsel van 5 December / Sint & Diego: De Magische Bron van Myra / Sinterklaas & Diego: Het Geheim van de Ring |
| Chefpiet         | Don van Dijke            | 1997-heden                    | De Club van Sinterklaas / Slot Marsepeinstein / Telekids / Sinterklaas & Pakjesboot 13 / Hallo met Sinterklaas |
| Huispiet         | Maarten Wansink          | 2001-2018                     | Landelijke intocht / Sinterklaasjournaal / Het Feest van Sinterklaas / Zapp Sinterklaasfeest / Sinterklaas in Sesamstraat |
| Rijmpiet         | Hugo Haenen              | 1997-2002                     | Landelijke intocht / Het Feest van Sinterklaas |
|                  | Jeroen van Koningsbrugge | 2005                          | Sinterklaasjournaal |
| Rare Piet        | Rob Kamphues             | 2003-2010, 2012               | Landelijke intocht / Sinterklaasjournaal |
| Sorrypiet        | Marc-Marie Huijbregts    | 2003-2010                     | Landelijke intocht / Sinterklaasjournaal / Sinterklaas in Sesamstraat |
| Paardenpiet      | Anne Rats                | 2001-2005, 2007, 2009         | Landelijke intocht / Sinterklaasjournaal |
| Pietje Paniek    | Jochem Myjer             | 2009-2010, 2012-2015          | Landelijke intocht / Sinterklaasjournaal |
| Testpiet         | Beryl van Praag          | 2001-heden                    | De Club van Sinterklaas / Sinterklaas en het Pakjes Mysterie / De Club van Sinterklaas & Het Geheim van de Speelgoeddokter |
| Muziekpiet       | Wim Schluter             | 1999-heden                    | De Club van Sinterklaas / Sinterklaas en het Pakjes Mysterie / De Club van Sinterklaas & Het Geheim van de Speelgoeddokter |
| Opa Piet         | Peter Faber              | 2014                          | Landelijke intocht / Sinterklaasjournaal / Zapp Sinterklaasfeest |
| Paard            | Amerigo Ozosnel          | 1952-2019 2019-heden          | Landelijke intocht / Sinterklaasjournaal / Het Feest van Sinterklaas / De Club van Sinterklaas / Slot Marsepeinstein / Het Club van Sinterklaas Feest |

### Vlaanderen
| Rol                      | Acteur               | Periode (jaren)                  | Bekend van onder andere                                                           |
| ------------------------ | -------------------- | -------------------------------- | --------------------------------------------------------------------------------- |
| Sinterklaas              | Jan Decleir          | 1993, 2003-2018                  | Dag Sinterklaas Hij komt, hij komt... De intrede van de Sint Sinteressante dingen |
| Zwarte Piet              | Frans Van der Aa     | 1993, 2003-2018                  | Dag Sinterklaas Hij komt, hij komt... De intrede van de Sint Sinteressante dingen |
| Ramon Iglesias           | Pieter Embrechts     | 2003-2005, 2007-2008, 2010-heden | Hij komt, hij komt... De intrede van de Sint                                      |
| Conchita Garcia          | Els Dottermans       | 2004-heden                       | Hij komt, hij komt... De intrede van de Sint Sinteressante dingen                 |
| Kapitein Paelinckx       | Adriaan Van den Hoof | 2003, 2005-2007, 2009-heden      | Hij komt, hij komt... De intrede van de Sint Sinteressante dingen                 |
| Kapitein Verscheepen     | Tom Van Dyck         | 2004-heden                       | Hij komt, hij komt... De intrede van de Sint Sinteressante dingen                 |
| Professor Van den Uytleg | Lucas Van den Eynde  | 2006-heden                       | Hij komt, hij komt... De intrede van de Sint Sinteressante dingen                 |